# Killin
Killin (schottisch-gälisch: Cill Fhinn) ist ein Dorf mit 765 Einwohnern in der Council Area Stirling, wo es eine der 42 Community Council Areas bildet. Es zählt zur traditionellen Grafschaft Perthshire in Schottland.

## Infrastruktur
Durch den Ort fließen der Dochart und der Lochay, die östlich von Killin in den Loch Tay münden. Die Hauptstraße A827 führt am Südende des Ortes über die spektakulären Wasserfälle, die Falls of Dochart, die als Hauptattraktionen des Ortes gelten. Die einspurige Bridge of Dochart bietet eine gute Sicht auf die ausgedehnten Stromschnellen. 
Im Gebäude einer ehemaligen Wassermühle nahe den Wasserfällen befindet sich das Breadalbane Folklore Centre mit Touristeninformation und einer Ausstellung über die Lokalgeschichte mit den heilenden Steinen des keltischen Missionars St. Fillan aus dem 8. Jahrhundert. Auf der Insel Inchbuie in der Mitte des River Dochart liegt der alte Friedhof des Clans MacNab. Dieser Clan lebte etwa 800 Jahre lang in Glen Dochart und Strathfillan und fühlte sich für den Schutz der Bewohner zuständig.
Am nördlichen Ortsrand sieht man die Ruinen von Finlarig Castle, das um 1620 von Black Duncan of Glenorchy, einem Mitglied des Clans Campbell, erbaut wurde. Dort, auf einem Pfad entlang Richtung Loch Tay, befindet sich das Moirlanich Longhouse. Dieses wird von der National Trust for Scotland erhalten und steht für Besichtigungen offen. 
Nördlich von Killin, an der Hauptstraße, befindet sich die Church of St. Fillan, die 1876 vom siebten Earl of Breadalbane als private Kapelle erbaut wurde. In unmittelbarer Nähe steht die 1744 errichtete Parish Church of Killin and Ardeonaig, deren Taufbecken aus den frühesten Tagen der Christianisierung Schottlands stammen soll. Neben der Parish Church liegt der Stuart Memorial Stone, ein Gedenkstein für James Stuart, Pfarrer von Killin von 1737 bis 1789. Er war der Erste, der das Neue Testament der Bibel in die schottisch-gälische Sprache übersetzte.
Vom Ufer des Loch Tay führte bis 1939 eine Dampferlinie über den See; ein Eisenbahnanschluss, eine Nebenlinie der Callander and Oban Railway, brachte Gäste in den Ort, so dass Killin sich schon um die Wende zum 20. Jahrhundert als Urlaubsort etablieren konnte. Heute befinden sich am Ufer des Sees ein Camping- und ein Golfplatz. Nahebei liegt ein Wasserkraftwerk, das über Rohrleitungen aus den nördlich gelegenen Bergen gespeist wird.
Killin bildet eine östliche Grenze zum Loch Lomond and the Trossachs National Park. Durch seine besondere Lage, umgeben von eindrucksvollen Bergen, wobei der Ben Lawers im Nordosten mit 1214 Metern der höchste ist, den umliegenden Seen und vielseitigen Wandermöglichkeiten ist der Ort touristisch interessant und bietet einige Übernachtungsmöglichkeiten.

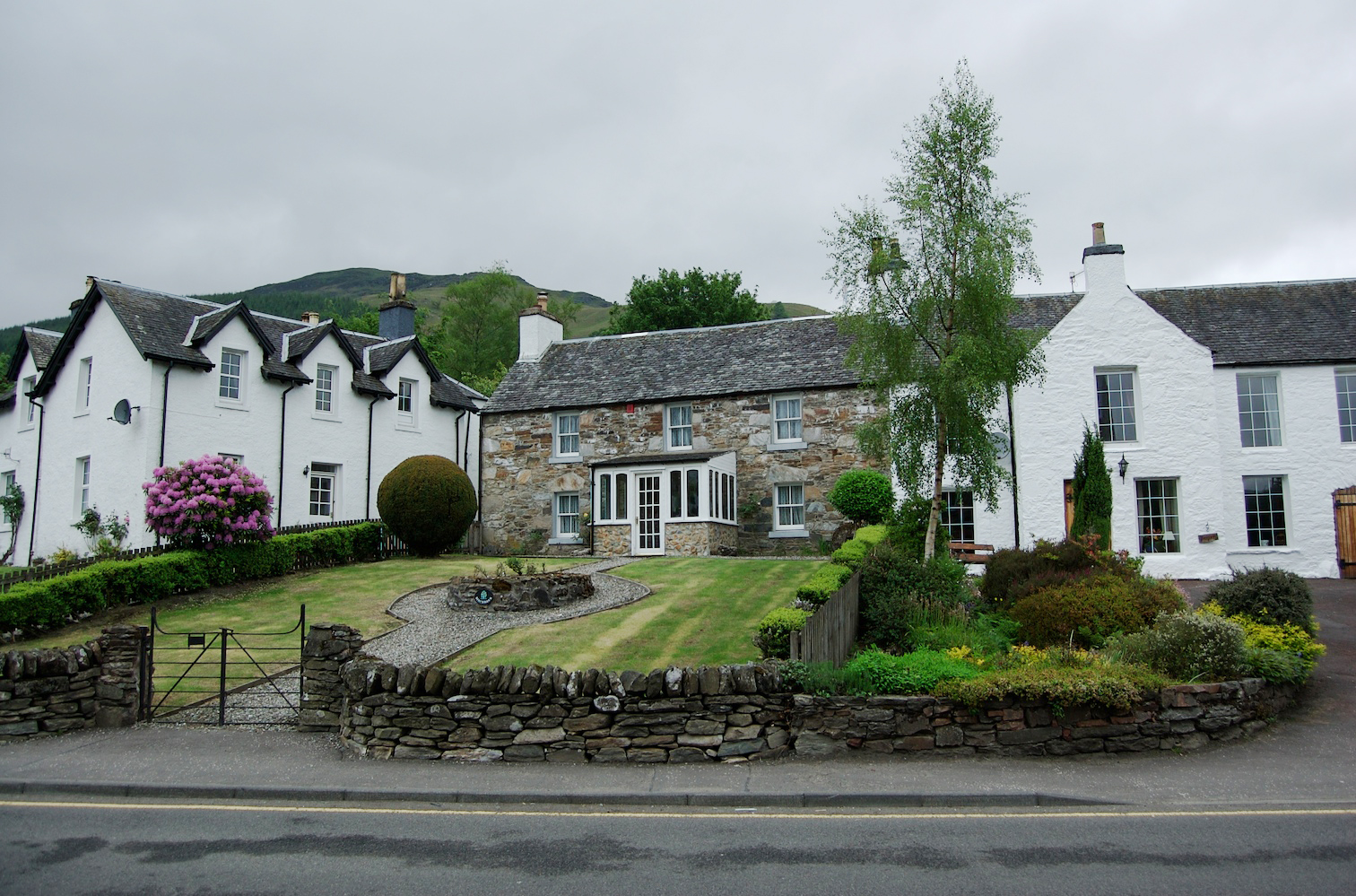
Killin, Ansicht von der Main Street A827 aus
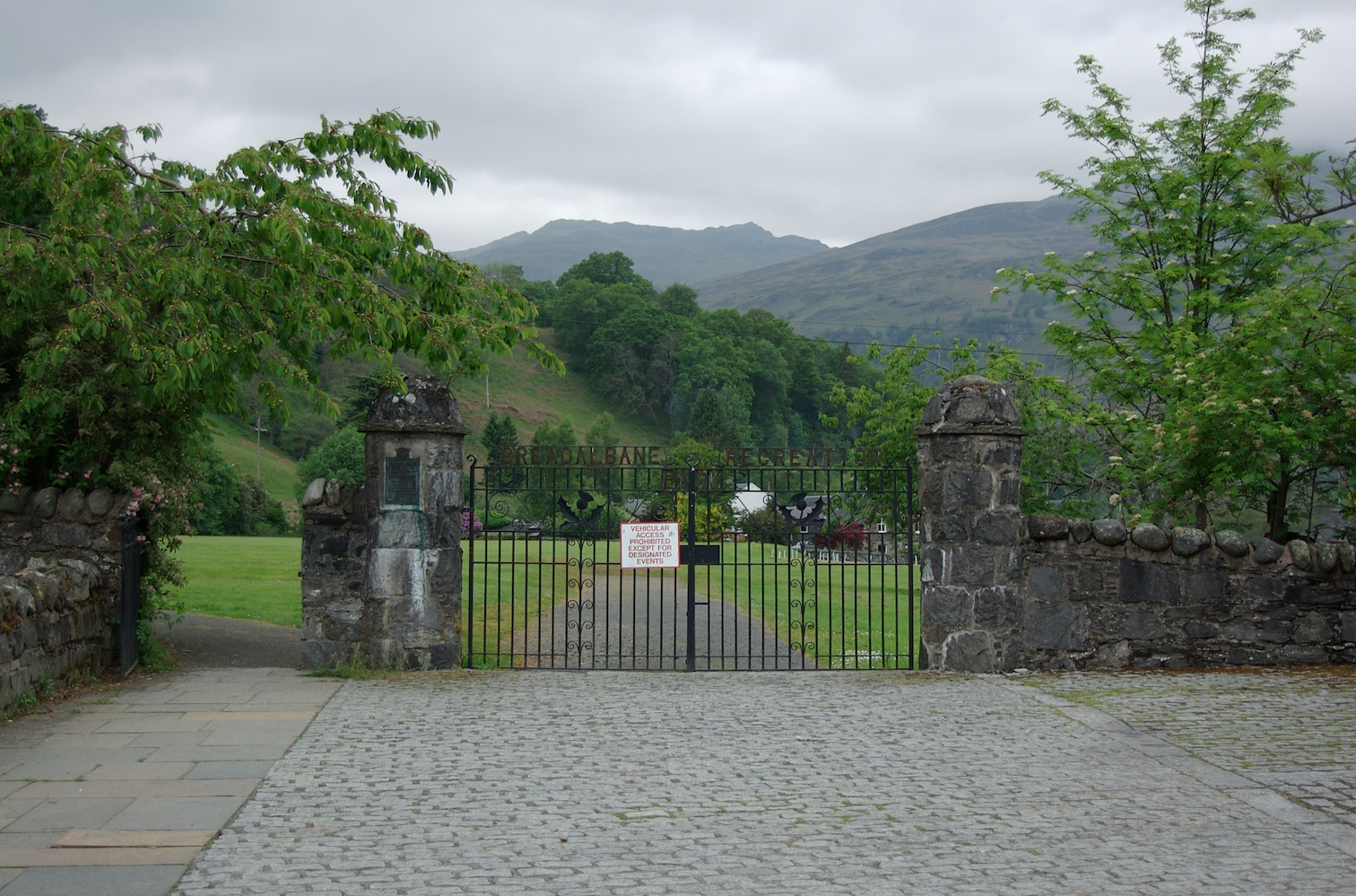
Tor zum Breadalbane Park mit Blick auf Breadalbane
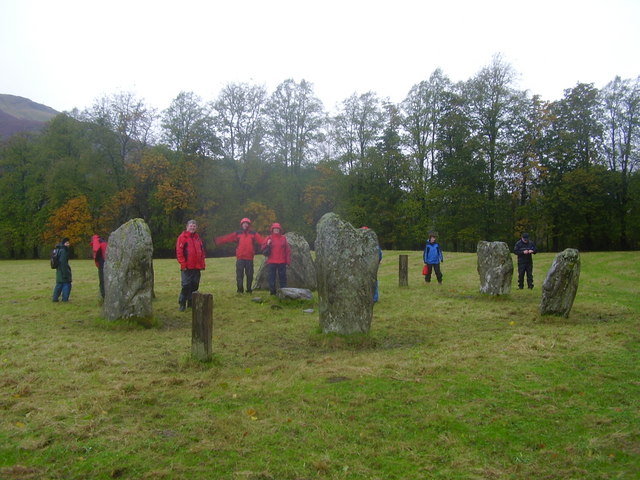
Steinkreis von Killin, westlich des Loch Tay

## Das nahe Umfeld
Nordöstlich liegt das weitläufige Areal der Breadalbane. In diesem hügeligen Gebiet betreiben die Bewohner hauptsächlich Schafzucht. Dort befindet sich das Glen Lyon und der Loch Lyon mit seinem Staudamm. Eine Forststraße durch Breadalbane führt direkt nach Bridge of Balgie mit einem alten Postamt, das inzwischen zu einer kleinen, typisch schottischen Gaststätte umfunktioniert wurde.
Der Acharn Forest befindet sich südwestlich von Killin. Dieses Waldgebiet besteht überwiegend aus Nadelbäumen und ist durchzogen von offenem Moorgebiet. Die Fahrradroute National Cycle Route 7 schlängelt sich durch dieses Waldgebiet.
Westlich von Killin liegt Sron a’ Chlachain, ein 400 m hohes Ödland mit Wanderpfad, das eine gute Aussicht auf die Umgebung bietet. Östlich breitet sich das Waldgebiet Auchmore Circuit mit weiteren Routen für Wanderer und Radfahrer aus.
Östlich von Killin, 100 m von der Kinnell Farm entfernt, liegt der auch Achmore oder Kinnell genannte Steinkreis von Killin, bestehend aus sechs großen Steinen.

## Geschichte

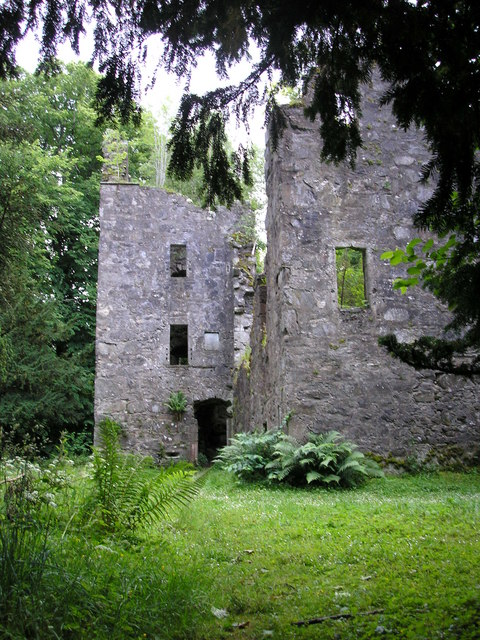
Ruinen des Finlarig Castle

Spuren des Clans MacNab lassen sich bis ins 12. Jahrhundert zurückverfolgen. Der Clan MacNab war in Killin einst dominierend und wurde lange mit dem Ort assoziiert. Dessen alte Begräbnisstätte ist im Ort von der Brücke über den Dochart auf der Insel Inchbuie sichtbar.
Als die Campbells of Glenorchy aus der Gegend verschwanden, wurde Killin 1694 unter dem First Earl of Breadalbane zu einer freien Stadt. Zuerst bewohnten die Earls of Breadalbane das Finlarig Castle. Um 1580 erbauten sie Taymouth Castle am östlichen Ende von Loch Tay. Die in Ruinen liegende Begräbnisstätte der Breadalbanes befindet sich ebenfalls im Finlarig Castle.
Gegen Ende des 18. Jahrhunderts gab es in der Umgebung Leinenherstellungbetriebe. Flachs wurde aufgezogen und in meist hauseigenen Produktionsstätten zu Leinen gewoben.

## Killin im Film
In dem Film Die 39 Stufen von Alfred Hitchcock erhält der Held von einer sterbenden Spionin eine Landkarte, in der eine Siedlung in der Nähe von Killin markiert ist. Der Held reist dorthin, um das Rätsel zu lösen. Die weitere Handlung spielt daher zu einem großen Teil in der Gegend von Killin.